# Pentabromdiphenylether
Pentabromdiphenylether (PentaBDE) ist ein Flammschutzmittel und gehört zur Gruppe der polybromierten Diphenylether (PBDE).

## Verwendung
PentaBDE wurde in Kunststoffen in der Baubranche, in Polstermöbeln, in elektrischen und elektronischen Geräten und in Fahrzeugen eingesetzt. Das Haupteinsatzgebiet waren Polyurethan-Schäume. Der jährliche Verbrauch wurde 2001 weltweit auf 7500 Tonnen geschätzt, wovon nur rund 150 Tonnen in der europäischen Industrie verwendet wurden. Eingesetzt wurde dabei ein Stoffgemisch bestehend aus verschiedenen Kongeneren, wobei neben Diphenylethern mit fünf auch solche mit vier (Tetrabromdiphenylether) und mit sechs Bromatomen (Hexabromdiphenylether) enthalten sind.
Die beiden Hauptkomponenten sind 2,2’,4,4’,5-Pentabromdiphenylether (BDE-99) und 2,2’,4,4’-Tetrabromdiphenylether (BDE-47).
| Struktur             | Kongener | Name                                   | Anteil    |
| -------------------- | -------- | -------------------------------------- | --------- |
| Struktur von BDE-47  | BDE-47   | 2,2′,4,4′-Tetra- bromdiphenylether     | 38–42 %   |
| Struktur von BDE-85  | BDE-85   | 2,2′,3,4,4′-Penta- bromdiphenylether   | 2,2–3,0 % |
| Struktur von BDE-99  | BDE-99   | 2,2′,4,4′,5-Penta- bromdiphenylether   | 45–49 %   |
| Struktur von BDE-100 | BDE-100  | 2,2′,4,4′,6-Penta- bromdiphenylether   | 7,8–13 %  |
| Struktur von BDE-153 | BDE-153  | 2,2′,4,4′,5,5′-Hexa- bromdiphenylether | 5,3–5,4 % |
| Struktur von BDE-154 | BDE-154  | 2,2′,4,4′,5,6′-Hexa- bromdiphenylether | 2,7–4,5 % |

Es sind nur Kongenere mit mehr als 1 % aufgeführt.

## Umweltrelevanz
Aufgrund ihrer Toxizität, Persistenz und Tendenz zu Bioakkumulation wurde die Verbindung 2004 in der EU, der Schweiz, Norwegen, sowie weiteren Ländern verboten. In den USA haben 10 Staaten die Verwendung von PentaBDE gesetzlich verboten (Kalifornien, Hawaii, Illinois, Maine, Maryland, Michigan, New York, Oregon, Rhode Island und Washington).  In Deutschland hat die Industrie schon 1986 in einer freiwilligen Vereinbarung beschlossen auf die Verwendung zu verzichten. Die tetra- und pentabromierten Kongenere von kommerziell genutztem PentaBDE wurden 2009 in die Liste des Stockholmer Übereinkommen über persistente organische Schadstoffe (POP-Konvention) aufgenommen. Dabei wurden für einige Produkte, die recyceltes Material enthalten, Ausnahmen gewährt. PentaBDE gelangt durch verschiedene Prozesse in die Umwelt und kommt in den Umweltkompartimenten wie Luft, Wasser, Boden, Flusssedimenten vor. Auch im Klärschlamm und im Hausstaub wird es gefunden.
In den USA und Kanada sind die Werte im Hausstaub viel höher als in Europa. In einer vom WWF durchgeführten Untersuchung wurde PentaBDE im Blut der Europaparlamentarier gefunden. Auch in der Muttermilch kann es nachgewiesen werden.
Im Elektroschrott wurden in 2003 und 2011 durchgeführten Studien durchschnittliche Konzentrationen von 34 ppm bzw. 2,4 ppm gefunden, was den früheren Einsatz von PentaBDE in elektrischen Geräten bestätigte. In Leiterplatten wurden die höchsten Konzentrationen ermittelt, da diese im asiatischen Raum mit dieser Verbindung flammgeschützt wurden.